# Palestina en los Juegos Olímpicos de Londres 2012
Palestina estuvo representada en los Juegos Olímpicos de Londres 2012 por cinco deportistas, tres hombres y dos mujeres, que compitieron en tres deportes.
El portador de la bandera en la ceremonia de apertura fue el yudoca Maher Abu Rmilah. El equipo olímpico palestino no obtuvo ninguna medalla en estos Juegos.